# Basotho National Party

Flagge der BNP

Die Basotho National Party (BNP, früher Basutoland National Party) ist eine Partei in Lesotho. Sie wurde im April 1959 gegründet und stellte von 1965 bis 1986 die Regierung.

## Geschichte
Die Basotho National Party wurde im April 1959 unter dem Namen Basutoland National Party als dritte Partei im damaligen Basutoland gegründet. Erster Vorsitzender war der spätere Premierminister Leabua Jonathan. Die BNP war anders als die dominierende Basutoland Congress Party (BCP) anfangs antikommunistisch und stand den barena, der römisch-katholischen Kirche und den britischen Kolonialbehörden im damaligen Basutoland nahe. So finanzierten ausländische katholische Geistliche eine Zeitung, die die BCP angriff. Die BNP stand dem Apartheidsregime im benachbarten Südafrika weniger kritisch gegenüber als die BCP.
Bei der ersten Parlamentswahl in Basutoland 1960 gewann die BNP trotz Unterstützung der südafrikanischen Regierung nur wenige Sitze, die BCP erhielt die meisten Stimmen. Die BNP gewann erst wieder an Bedeutung, als der spätere König Bereng Seeiso Jonathan einen Sitz im National Council verschaffte. Die BNP setzte sich erfolgreich für das Frauenwahlrecht ein und wurde von konservativen Kreisen in Südafrika und der Bundesrepublik Deutschland unterstützt. Bei der Wahl 1965 wurde die BNP mit 31 von 60 Sitzen stärkste Partei vor der BCP. Erster Premierminister wurde Sekhonyana ’Maseribane, da Jonathan seinen Wahlkreis nicht gewonnen hatte. Erst durch eine Nachwahl, mit Hilfe einer Spende von 100.000 Sack Getreide aus Südafrika, gelangte Jonathan in das Parlament und wurde Premierminister. Nachdem Basutoland 1966 unter dem Namen Lesotho unabhängig geworden war, änderte die BNP ihren Namen in Basotho National Party. Die Flagge Lesothos war in den Farben der BNP gehalten. In der Verwaltung wurden zahlreiche südafrikanische Beamte eingesetzt.
Die Wahl 1970 gewann die BCP unter Ntsu Mokhehle. Leabua Jonathan ließ die Wahlen jedoch annullieren. Er rief den Ausnahmezustand aus, ließ mehrere BCP-Führer festnehmen und regierte das Land fortan autokratisch. König Moshoeshoe II. wollte dies nicht akzeptieren und musste mehrere Monate im Exil in den Niederlanden verbringen. In den 1970er Jahren wandte sich die BNP zunehmend von Südafrika ab, zumal Südafrika offenbar die damalige Terrororganisation Lesotho Liberation Army der BCP unterstützte und mehrere Anschläge auf Flüchtlinge des African National Congress in Lesotho durchführte. Jonathan und die neugegründete BNP Youth League („BNP Jugendliga“) wandten sich zunehmend sozialistischen Staaten wie Nordkorea zu. Um weiterhin Entwicklungshilfe zu beziehen, fanden im April 1985 Parlamentswahlen statt. Sie wurden jedoch von sämtlichen Oppositionsparteien boykottiert, so dass die BNP alle 65 Sitze erhielt. Am 20. Januar 1986 fand ein von Südafrika unterstützter Militärputsch unter Justin Metsing Lekhanya gegen die BNP-Regierung statt. In der Folge wurden alle politischen Parteien verboten. Die Flagge wurde geändert, so dass sie nicht mehr an die BNP erinnerte. Jonathan starb 1987.
Erst gegen Ende der Militärregierung und vor der anstehenden Parlamentswahl 1993 wurden Parteien wieder zugelassen. Vorsitzender der BNP wurde Evaristus Retšelisitsoe Sekhonyana, Stellvertreter Justin Metsing Lekhanya, der 1986 die BNP-Regierung gestürzt hatte. Die BNP erhielt bei den Wahlen 1993 zwar 23 Prozent der Stimmen, wegen des Mehrheitswahlrechts aber keine Mandate in der Nationalversammlung. Sekhonyana war 1994 nach einem Putsch von König Letsie III. wenige Wochen lang Außenminister. 1998 gelang der BNP mit 24 Prozent der Stimmen der Gewinn eines Mandates. Im selben Jahr wurde Sekhonyana für Unruhen in Maseru verantwortlich gemacht, die erst durch den Einmarsch von Truppen aus Südafrika und Botswana beendet werden konnten. Lekhanya wurde 1999 zum Parteivorsitzenden gewählt und zog nach der nächsten Wahl 2002 mit weiteren 20 Abgeordneten in die Nationalversammlung ein. Der Stimmenanteil betrug 22 Prozent; die höhere Mandatszahl ergab sich durch ein geändertes Wahlrecht. Bei der Wahl 2007 erhielt die BNP drei der 120 Sitze, bei der Wahl 2012 fünf Sitze. Sie beteiligte sich unter ihrem Vorsitzenden Thesele ’Maseribane an einer Koalitionsregierung unter Tom Thabane von der All Basotho Convention, die 2014 scheiterte, weil der dritte Koalitionspartner, der Lesotho Congress for Democracy, sich mit der Oppositionspartei Democratic Congress verbündete. 
Bei der vorgezogenen Wahl 2015 erhielt die BNP sieben Sitze, darunter ein Direktmandat durch ’Maseribane im Wahlkreis Mount Moorosi. Die BNP musste jedoch in die Opposition gehen. Am 13. Mai 2015 floh ’Maseribane, wie die beiden anderen Oppositionsführer, aus Angst vor Verfolgung nach Südafrika. Am 12. Februar 2017 kehrten die drei Oppositionsführer aus ihrem Exil zurück. Bei der Wahl 2017 erhielt die BNP fünf Sitze; ’Maseribane verlor sein Direktmandat. Die BNP gehörte jedoch der Koalitionsregierung unter Tom Thabane an; zwei Minister der BNP, darunter ’Maseribane, waren im Kabinett Thabane II vertreten.
2018 wurde bekannt, dass ’Maseribane vor dem Putschversuch 2014 Geld von dem britischen Investor Arron Banks erhalten hatte und dieser kurz darauf die Lizenz für eine Diamantenmine erhalten hatte. Auch hatte Banks ’Maseribanes Wahlkampf 2015 finanziert.
Im Mai 2020 unterstützte die BNP den Sturz der Regierung Thabane. Im neuen Kabinett Majoro ist sie weiterhin mit ’Maseribane als Minister vertreten.

## Programm und Struktur
Die BNP wird von einem Vorstand (National Executive Committee) geleitet. 